# El boig rodamón

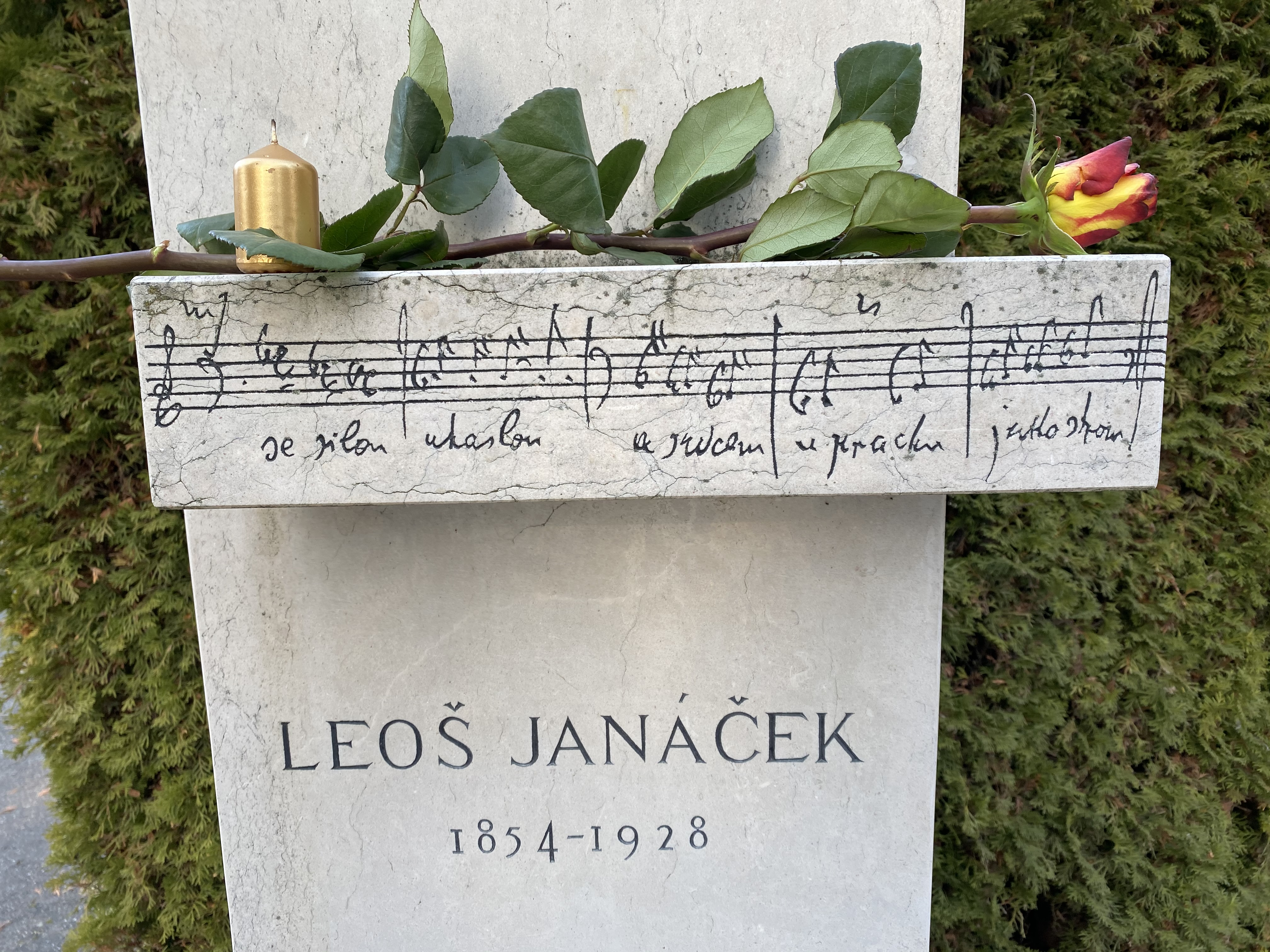
Tomba de Janáček al Cementiri Central de Brno. La làpida conté diversos compassos de l'autògraf manuscrit i la inscripció "... amb la seva força que ens ha marxat, i el seu cor en la pols, com un arbre ...", extreta d'aquesta obra

El boig rodamón (en txec: Potulný šílenec, JW 4/43) és una composició coral per a soprano, tenor, baríton i cor masculí, escrita el 1922 pel compositor txec Leoš Janáček sobre un poema de Rabindranath Tagore. El va inspirar una conferència de Tagore el 1921 a Txecoslovàquia. El boig rodamón és considerada una de les obres corals més importants de Janáček.

## Origen i context
El juny de 1921, Janáček va assistir a una conferència deTagore a Praga. Ell més tard va esmentar la conferència en un article al diari Lidové noviny. Va captar les melodies del discurs de l'escriptor i aparentment va trobar la inspiració en els seus poemes. L'any vinent, de juliol a novembre, va compondre una obra coral basada en un poema de Tagore. El poema va ser traduït al txec amb el títol Potulný šílenec.
El boig rodamón es va estrenar a Rosice, prop de Brno, el 21 de setembre de 1924 en una actuació de la Pěvecké sdružení moravských učitelů (PSMU) (La Societat Coral dels Mestres Moravians) amb la soprano Eliška Janečková i el director Ferdinand Vach. El mateix any, es va poder tornar a sentir amb la presència del mateix compositor al Mozarteum de Praga, formant part d'un concert organitzat pel Conservatori de Praga.
La composició és per a soprano, tenor, baríton i cor. La duració de l'obra és aproximadament cinc minuts. L'autògraf data del 12 de novembre de 1922.
L'especialista Alena Němcová va escriure sobre la composició: "Janáček en aquesta obra examina el destí humà i mira enrere per trobar l'extremadament difícil camí propi, en el qual cada pas era un pas de feroç recerca. En el destí del boig rodamón, qui un altre cop busca una "pedra de toc", hi veiem una imatge certa de la vida Janáček..."
A la làpida de la tomba de Janáček al Cementiri Central de Brno hi ha una còpia de diversos compassos de l'autògraf manuscrit i la inscripció "... amb la seva força que ens ha marxat, i el seu cor en la pols, com un arbre ...", extreta d'aquesta obra.

## Lletra
Per la seva composició, Janáček va utilitzar una història de Tagore del llibre El Jardiner (1913):

## Enregistraments
- Janáček, Leoš: CD de Cors Mascles, (Praga Philharmonic Cor, cond. Josef Veselka). Supraphon, va enregistrar dins 1977, va publicar dins 1995. (SU 3022-2 211)